# ストリンゴッツィ
ストリンゴッツィ (Stringozzi) またはストランゴッツィ (Strangozzi) は、イタリアの小麦粉のパスタであり、ウンブリア州で作られる。長く、断面は長方形で、手作りされ、地元の黒トリュフと肉のラグーソースか、またはトマトソースとともに提供される。イタリア語で「紐」という意味であり、靴紐に似ていることから名付けられた。